# Accelerometru

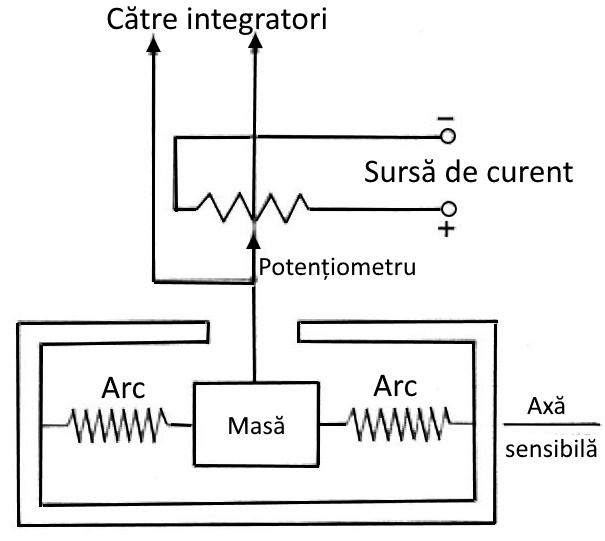
Schema unui accelerometru

Accelerometrul este un senzor care măsoară accelerația, pe baza inerției corpurilor.
În incinta navelor spațiale există trei astfel de aparate, care măsoară accelerațiile după trei direcții rectangulare.
La baza funcționării sistemului de navigație spațială stau accelerometre foarte precise, de mare sensibilitate, care sunt gradate în multipli ai accelerației gravitaționale terestre.